# Moneybagg Yo
Moneybagg Yo, pseudonimo di Demario DeWayne White, Jr. (Memphis, 22 settembre 1991), è un rapper statunitense.
Ha firmato con l'etichetta discografica di Yo Gotti, la Collective Music Group (CMG), nell'ottobre del 2016, con N-Less Entertainment ed infine con la sua etichetta Bread Gang Music Group. I suoi primi due progetti a debuttare nella top 20 statunitense sono stati Federal 3X e 2 Heartless, due mixtape che si sono posizionati rispettivamente alla posizione numero 5 e 16 della Billboard 200. Tuttavia, il progetto che ha avuto più successo è l'album in studio A Gangsta's Pain, che ha debuttato alla posizione numero 1 nel 2021.

## Carriera

### 2012-2017: i mixtape e le collaborazioni
I suoi primi mixtape sono stati pubblicati nel 2012, tra cui From the Da Block 2 Da Booth e October 20th. Nel 2016 ne ha pubblicati altri tre, uno dei quali ha vinto un Memphis Hip Hop Award per il Mixtape dell'anno. Federal Reloaded, una revisione della prima raccolta chiamata Federal, vede collaborazioni di artisti come Y Grizzle, Young Dolph e OG Boo Dirty. Il follow-up, ELO (Everybody Lives On), comprende, i featuring di Yo Gotti, di Quavo e dei Migos tra gli altri. La sua collaborazione musicale com Yo Gotti continua nell'ottobre 2016 quando i due rapper pubblicano il mixtape 2 Federal, che segna il debutto nelle classifiche statunitensi per Moneybagg Yo raggiungendo la posizione 97 della Billboard 200.
Heartless è uscito a febbraio del 2017 e si è classificato alla posizione numero 177 della classifica statunitense. Il mixtape presenta  collaborazioni di YFN Lucci e Lil Durk. I suoi mixtape successivi contengono partecipazioni di importanti artisti hip hop come Lil Baby, Yo Gotti e BlocBoy JB, YoungBoy Never Broke Again, Gunna e Tay Keith.

### 2018-presente: gli album in studio e il successo commerciale
Moneybagg Yo ha pubblicato il suo album in studio di debutto Reset, nel novembre del 2018, il quale ha raggiunto la tredicesima posizione nella Billboard 200. Ha pubblicato il suo secondo album in studio, 43va Heartless, nel maggio 2019, primo progetto del rapper ad entrare nella top 5 degli Stati Uniti.
Il suo terzo album in studio, Time Served, è stato reso disponibile per l'ascolto nel gennaio del 2020. Esso include le tracce All Dat e U Played: i primi due singoli del rapper a debuttare nella Billboard Hot 100. L'album ha raggiunto la terza posizione nella Billboard 200 con 66 000 unità vendute la prima settimana dalla pubblicazione. A maggio dello stesso anno è stato seguito da una versione deluxe. Il 30 giugno il rapper ha pubblicato il video musicale del remix del singolo Said Sum, in collaborazione con DaBaby e le City Girls. Grazie alle due versioni, Said Sum diventa il singolo di Moneybagg Yo ad aver raggiunto la posizione più alta nella classifica statunitense.  Moneybagg Yo e il collega rapper Blac Youngsta hanno annunciato tramite i social media il 16 settembre che avrebbero pubblicato un mixtape congiunto intitolato Code Red. Il mixtape è stato pubblicato il 18 settembre 2020 ed ha raggiunto la sesta posizione nella Hot 100.
Il 23 aprile 2021 il rapper ha pubblicato A Gangsta's Pain, il quarto album in studio, preceduto dai singoli Time Today, a febbraio e Hard for the Next a marzo con la partecipazione di Future. I due brani hanno raggiunto rispettivamente le posizioni 31 e 49 della Hot 100. L'album ha debuttato alla vetta della classifica statunitense la prima settimana, divenendo così il primo progetto del rapper a raggiungere questo risultato. Oltre ai due singoli estratti, altre 7 tracce hanno debuttato nella classifica statunitense.

## Vita privata

### Relazioni sentimentali e figli
Demario ha sette figli: quattro maschi e tre femmine avuti da diverse relazioni. Il rapper ha avuto una breve relazione con la rapper Megan Thee Stallion nel 2019 fino all'ottobre dello stesso anno. Dal gennaio 2020 ha iniziato a frequentare Ariana Fletcher, business woman e modella popolare su Instagram.

### Questioni legali
Il 14 marzo 2016, durante il party per l'uscita di un mixtape, Moneybagg Yo è stato arrestato con accuse di traffico e possesso di droga, insieme ad altre 27 persone, al "Club Masarati" a Mason (Tennessee). Il 19 agosto 2017 il rapper è stato coinvolto in una sparatoria in un autogrill sull'autostrada Turnpike del New Jersey.

## Discografia
- 2018 – Reset
- 2019 – 43va Heartless
- 2020 – Time Served
- 2021 – A Gangsta's Pain
- 2024 – Speak Now